# Guilden Morden
Guilden Morden – wieś i civil parish w Anglii, w Cambridgeshire, w dystrykcie South Cambridgeshire. W 2011 civil parish liczyła 986 mieszkańców. Guilden Morden jest wspomniana w Domesday Book (1086) jako Mordune.